# Orlíček černofialový
Orlíček černofialový (Aquilegia atrata) je druh rostliny z čeledi pryskyřníkovité (Ranunculaceae).

## Popis
Jedná se o vytrvalou rostlinu dorůstající nejčastěji výšky 20–60 cm s krátkým silným oddenkem. Lodyha je přímá, větvená, téměř lysá, v horní části řídce trochu chlupatá a většinou i žláznatá. Přízemní listy jsou dlouze řapíkaté, složené, 2x trojčetné, lístky v obrysu okrouhlé až eliptické, na okraji dlanitě zastřihované, vroubkované. Lodyžní listy jsou s kratšími řapíky, nejvyšší pak přisedlé, nejvyšší až jednoduché. Čepele jsou svrchu zelené, naspodu nasivělé, většinou lysé. Květy jsou na dlouhých stopkách v řídkém vrcholičnatém květenství, jsou většinou hnědofialové barvy. Kališních lístků je 5, jsou petaloidní (napodobující korunu), zbarvené hnědofialově, jsou vejčitého tvaru, nejčastěji 15–25 mm dlouhé a asi 6–8 mm široké. Korunních lístků je taky 5, stejné barva jako kališní, jsou kornoutovitého tvaru na bázi s asi 10–15 cm dlouhou na konci zakřivenou ostruhou, kde jsou nektária. Kvete v červnu až v červenci. Tyčinek je mnoho, jsou nahloučené ve svazečku, vnitřní jsou sterilní, tyčinky zřetelně přesahují korunní lístky asi o 5–10 mm. Gyneceum je apokarpní, pestíků je nejčastěji 5. Plodem je měchýřek, vyvnikle žilnatý, nejčastěji 13–19 cm dlouhý. Měchýřky jsou uspořádány do souplodí. Počet chromozomů je 2n=14.

## Rozšíření
Orlíček černofialový je evropský druh, přirozeně roste především v Alpách a v Apeninách. V České republice je nepůvodní, občas je pěstován jako okrasná rostlina a vzácně zplaňuje.